# Бель-Іггельгайм
Бель-Іггельгайм (нім. Böhl-Iggelheim) — громада в Німеччині, розташована в землі Рейнланд-Пфальц. Входить до складу району Рейн-Пфальц.
Площа — 33 км2. Населення становить 10 409 ос. (станом на 31 грудня 2020).